# Olympische Sommerspiele 1992/Teilnehmer (Thailand)
| Gelbes Symbol für Goldmedaillen mit stilisierten Olympischen Ringen | Graues Symbol für Silbermedaillen mit stilisierten Olympischen Ringen | Braundes Symbol für Bronzemedaillen mit stilisierten Olympischen Ringen |
| ------------------------------------------------------------------- | --------------------------------------------------------------------- | ----------------------------------------------------------------------- |
| —                                                                   | —                                                                     | 1                                                                       |

Thailand nahm an den Olympischen Sommerspielen 1992 in Barcelona mit einer Delegation von 46 Athleten (je 23 Männer und  Frauen) an 47 Wettkämpfen in neun Sportarten teil.

## Medaillengewinner

### Bronze
| Name            | Sportart | Wettkampf             |
| --------------- | -------- | --------------------- |
| Arkhom Chenglai | Boxen    | Männer, Weltergewicht |

## Teilnehmer nach Sportarten

### Badminton
| Männer - Teeranun Chiangta Einzel: Achtelfinale - Sompol Kookasemkit Einzel: 2. Runde - Siripong Siripool & Pramote Teerawiwatana Doppel: Achtelfinale | Frauen - Jaroensiri Somhasurthai Einzel: Viertelfinale - Pornsawan Plungwech Einzel: Achtelfinale - Ladawan Mulasartsatorn & Piyathip Sansaniyakulvilai Doppel: Achtelfinale |

### Boxen
Männer
- Phamuansak Phasuwan
Halbfliegengewicht: 2. Runde

- Vichai Rachanon
Fliegengewicht: 1. Runde

- Chatree Suwanyod
Bantamgewicht: 2. Runde

- Somluck Kamsing
Federgewicht: 2. Runde

- Arkhom Chenglai
Weltergewicht: Bronze

- Chalit Boonsingkarn
Halbmittelgewicht: 2. Runde

### Gewichtheben
Männer
- Prasert Sumpradit
Leichtschwergewicht: 25. Platz

### Judo
Frauen
- Prateep Pinitwong
Leichtgewicht: 14. Platz

- Supatra Yompakdee
Schwergewicht: 9. Platz

### Leichtathletik
| Männer - Seaksarn Boonrat 200 Meter: Viertelfinale 4 × 100 Meter: Halbfinale - Chanond Kenchan 400 Meter Hürden: Vorläufe - Athiaporn Koonjarthong 4 × 400 Meter: Vorläufe - Sarapong Kumsup 4 × 400 Meter: Vorläufe - Kriengkrai Narom 4 × 100 Meter: Halbfinale - Niti Piyapan 4 × 100 Meter: Halbfinale - Aktawat Sakoolchan 400 Meter: Vorläufe 4 × 400 Meter: Vorläufe - Yuthana Thonglek 4 × 400 Meter: Vorläufe - Visut Watanasin 100 Meter: Vorläufe 4 × 100 Meter: Halbfinale | Frauen - Srirat Chimrak 4 × 400 Meter: Vorläufe - Nednapa Chommuak 200 Meter: Vorläufe 4 × 100 Meter: Vorläufe - Jaruwan Jenjudkarn Hochsprung: 40. Platz in der Qualifikation - Noodang Pimpol 400 Meter: Viertelfinale 4 × 400 Meter: Vorläufe - Sukanya Sang-Nguen 800 Meter: Vorläufe 4 × 400 Meter: Vorläufe - Saleerat Srimek 4 × 400 Meter: Vorläufe - Ratjai Sripet 100 Meter: Vorläufe 4 × 100 Meter: Vorläufe - Pornpim Srisurat 4 × 100 Meter: Vorläufe - Reawadee Srithoa 400 Meter Hürden: Vorläufe 4 × 100 Meter: Vorläufe |

### Schießen
| Männer - Samarn Jongsuk Luftgewehr: 31. Platz | Frauen - Rampai Yamfang-Sriyai Sportpistole: 18. Platz |

### Schwimmen
| Männer - Ratapong Sirasanont 400 Meter Freistil: 39. Platz 1500 Meter Freistil: 27. Platz 200 Meter Lagen: 39. Platz 400 Meter Lagen: 29. Platz | Frauen - Praphalsai Minpraphal 200 Meter Rücken: 42. Platz 100 Meter Schmetterling: 37. Platz 200 Meter Schmetterling: 25. Platz 200 Meter Lagen: 30. Platz 400 Meter Lagen: 28. Platz - Sornsawan Phuvichit 100 Meter Brust: 31. Platz 200 Meter Brust: 30. Platz - Tanya Sridama 400 Meter Freistil: 27. Platz 800 Meter Freistil: 23. Platz - Ratiporn Wong 50 Meter Freistil: 44. Platz 100 Meter Freistil: 43. Platz |

### Segeln
| Männer - Saard Panyawan Windsurfen: 26. Platz | Frauen - Amara Wichikong Windsurfen: 20. Platz |

### Tennis
Frauen
- Suvimol Duangchan & Benjamas Sangaram
Doppel: 1. Runde